# 阿波井神社
阿波井神社（あわいじんじゃ）は、徳島県鳴門市瀬戸町堂浦に鎮座する神社である。未来に残したい漁業漁村の歴史文化財産百選選定。

## 歴史
創建年は不詳。中世に三好氏が現在の島田島（瀬戸町堂浦阿波井）に奉遷した。後に徳島藩主である蜂須賀氏の崇敬を受ける。祭神は、忌部氏の祖神である天太玉命と大宣都比売命が一緒に祀られている。
毎年10月16日の例祭には、勇ましい氏子が御輿をかついだまま小鳴門海峡に入る伝統行事があり、2006年（平成18年）に未来に残したい漁業漁村の歴史文化財産百選に選定された。海峡を挟んで、堂浦漁港側に別当寺の磯崎山吉祥寺がある。
兵庫県南あわじ市には、分霊社の阿波井神社がある。

## 祭神
- 天太玉命
- 大宣都比売命

## 境内社
- 船玉神社
- 若宮神社

## 交通
- JR鳴門線鳴門駅より車で約20分。
- 鳴門市営バス堂浦北泊行き「堂浦」下車、徒歩1分、渡船5分。